# Juan Gyenes
Juan Gyenes (Gyenes János) (21 de octubre de 1912 - 18 de mayo de 1995) fue un fotógrafo de origen húngaro que desde 1940 estuvo trabajando en España.

## 1912 - 1939
Inició estudios musicales con su padre que era profesor de violín. En 1927 decidió estudiar fotografía. Entre 1930 y 1936 estuvo trabajando en Budapest para la revista Színhazi Élet.  Trabajó en París y Londres como fotógrafo independiente. Colaboró con Alexander Korda en su película Las cuatro plumas. 
En 1938 comenzó a trabajar como corresponsal de The New York Times en El Cairo.

## 1940 - 1995

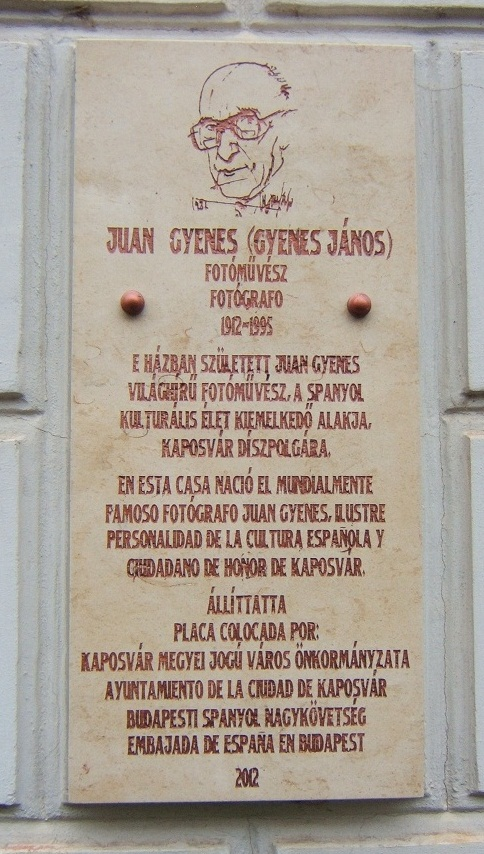
Placa conmemorativa en su casa natal.

Llegó a España en 1940 procedente de Egipto y comenzó a trabajar en el estudio de José Demaría Vázquez hasta el año 1948. En 1948 montó su propio estudio fotográfico en el número 12 de la calle de Isabel la Católica con un escaparate en la Gran Vía de Madrid donde tuvo pronto una clientela adinerada. También se convirtió en el cronista oficial del teatro madrileño.
Se casó con Sofía Vázquez en 1943 y obtuvo la nacionalidad española. Tuvo una hija, de nombre Irenka.
Una foto de Francisco Franco fue seleccionada para la impresión de una popular serie de sellos de Correos con su efigie. En 1957 recibió la medalla de oro del Círculo de Bellas Artes de Madrid y el título de caballero de la Orden de Isabel la Católica que sería elevado al rango de comendador en 1965. En 1975 se le concedió la medalla de plata al mérito turístico. 
Realizó retratos a numerosos personajes entre los que se encuentran Sara Montiel, María Félix, Salvador Dalí, Pablo Picasso, Joan Miró, Andrés Segovia, Montserrat Caballé, Jacinto Benavente, Cayetana Fitz-James, Omar Sharif, Tsuguharu Foujita, Herbert von Karajan, Artur Rubinstein, Gina Lollobrigida, Charlton Heston, Lola Flores, Julio Iglesias, Dalida, Raphael, Isabel Preysler, Charles Chaplin y la cantante y actriz española Marisol-Pepa Flores. Así como los actores y actrices de la película Doctor Zhivago.
Publicó libros sobre tauromaquia, teatro y danza y numerosas portadas de revistas. En estos trabajos ofrecía una visión ensalzadora de lo español. Organizó más de un centenar de exposiciones en todo el mundo. Fue fotógrafo del Teatro Real de Madrid desde su reinauguración en 1966 hasta 1988. En 1976 realizó la primera foto oficial de Juan Carlos I y Sofía de Grecia.
En 1989 fue nombrado miembro de la Academia de Bellas Artes de San Telmo de Málaga. En 1991 fue nombrado miembro de la Real Academia de Bellas Artes de San Fernando, siendo el primer fotógrafo en formar parte de ella. Recibió las máximas condecoraciones del Estado húngaro y de su ciudad natal, Kaposvár.

## La celebración del centenario
Coincidiendo con la conmemoración del centenario de su nacimiento, la Biblioteca Nacional de España presentó la exposición antológica "Gyenes. Maestro fotógrafo", comisariada por Fernando Olmeda, biógrafo de Gyenes, e inaugurada por Su Majestad la Reina de España Sofía de Grecia. Asimismo, la Fundación Picasso de Málaga presentó la exposición "Gyenes. Picasso: ¡Fuego Eterno!". En su ciudad natal, Kaposvár, también se presentó una exposición de sus fotografías.
Otra iniciativa promovida por Fernando Olmeda y por la familia Gyenes fue la colocación -el 26 de octubre de 2012 de una placa conmemorativa en la casa de la calle Juan Ramón Jiménez de Madrid, donde vivió.